# Rachel (Nevada)
Rachel è una porzione non incorporata della Contea di Lincoln (Nevada). Situata nei pressi della Nellis Air Force Base (Las Vegas) e all'Area 51, Rachel gode di una modesta celebrità, soprattutto tra gli appassionati di aviazione e cacciatori di UFO.